# Sonja Žitko
Sonja Žitko - Durjava, slovenska umetnostna zgodovinarka, * 1. junij 1947, Ljubljana. 
Sonja Žitko, rojena uslužbencema Rudolfu in Bogomiri Žitko, je bila poročena z umetnostnim zgodovinarjem Andrejem Bahovcem-Medvedom (=Andrej Medved?), od 1982 pa z umetnostnim zgodovinarjem Iztokom Durjavo.

## Življenje in delo
V rojstnem mestu je obiskovala gimnazijo in 1966 maturirala. Na ljubljanski Filozofski fakulteti (FF) je študirala  umetnostno zgodovino, primerjalno književnost in nemščino ter 1973 diplomirala. Magisterij je opravila 1977. Z disertacijo Historizem v kiparstvu 19. stoletja na Slovenskem pa je 1990 doktorirala na oddelku za umetnostno zgodovino. Strokovno se je izpopolnjevala v Göttingenu (1971), na Dunaju (1974/1975) in v Münchnu (1981, 1984 in 1990). Sprva je bila zaposlena kot strokovna sodelavka-dokumentalistka na ljubljanski FF (1976-1979), nato kot dokumentalistka na Zavodu za izgradnjo Ljubljane (1979-1984), od 1989-1993 pa je bila samostojna kulturna delavka – publicistka. Leta 1993 se je zaposlila na ljubljanski PeF, kjer od 1999 poučuje kot izredna profesorica.
Žitkova se v raziskovalnem delu posveča raziskavam kiparstva v 19. in z začetka 20.stoletja na Slovenskem, s posebnim poudarkom na spomeniško, nagrobno in arhitekturno plastiko, poleg domačih in tujih akademskih kiparjev pa obravnava tudi doslej zapostavljene podobarske delavnice. Napisala je knjigi Historizem v kiparstvu 19. stoletja na Slovenskem (COBISS) in Po sledeh časa. Spomeniki v Sloveniji. 1800-1914 (COBISS). Je soavtorica vodnikov Ljubljansko kiparstvo na prostem (1997) in Ljubljansko Navje (1997). Članke objavlja v domači in tuji strokovni literaturi ter leksikalnih publikacijah, med drugim je pisala o J. Vurniku, F.K. Zajcu, V. Zajcu in J. Žniderju. Njena trenutna bibliografija obsega 188 enot.